# Бомбардиране на Минск
Блицът в Минск е тежко бомбардиране на град Минск (с тогавашно население 270 000 души) в СССР по време на Втората световна война.
На 24 юни 1941 г. 3 вълни бомбардировачи от по 47 самолета всяка бомбардират Минск. Противовъздушната отбрана на града е слабо организирана. Водоснабдяването е прекъснато, пожарите не могат да бъдат изгасени и жителите на града го напускат.
Около 85% от сградите на града са унищожени. Повече от 1000 души умират.